# Joachim Brandl
Joachim Brandl (* 1976 in Graz) ist ein österreichischer Kabarettist, Autor und Fernsehmoderator.

## Leben
Joachim Brandl arbeitete nach seinem Studium der Anglistik als Redakteur bei der Kleinen Zeitung in Graz und als Sprecher bei Antenne Steiermark.
Ab 2004 trat er gemeinsam mit Martin Buchgraber als Kabarettduo Buchgraber & Brandl auf, 2008 wurden sie mit dem Goldenen Kleinkunstnagel und 2009 mit dem Programmpreis des Österreichischen Kabarettpreises ausgezeichnet. Mit Buchgraber schrieb er auch von 2008 bis 2010 für das Satiremagazin Rappelkopf und veröffentlichte 2011 das Buch Wien: im Beisl Ihrer Majestät, zusammen übernahmen sie 2010 interimistisch die Leitung des Wiener Theaters am Alsergrund.
Im Herbst 2011 erhielt Brandl mit Tom Walek in der ORF-Comedyschiene „Donnerstag Nacht“ eine eigene Wissenssendung namens „Hirn mit Ei“, in der vier prominente Kandidaten und das Saalpublikum in populärwissenschaftliche Experimente involviert wurden. Im Rahmen der Romyverleihung 2012 war er gemeinsam mit Walek in der Kategorie Beliebtester Comedian/Kabarettist nominiert.
Seit der Saison 2013/14 (Lasst euch gehen!) spielt Brandl am Wiener Kabarett Simpl, wo er 2014/15 im Programm Durchwursteln oder Durchwurschteln?, 2015/16 in Bitte alle aussteigen! und 2016/17 in Verflixt und zugenäht! zu sehen war und seit der Spielzeit 2017/18 in Im freien Fall in Nachfolge von Claudia Rohnefeld als Conférencier fungiert. Zuvor war er auch als Autor für das Simpl tätig und schrieb für die Revuen „Ich bin viele“ (2009), „Nach der Krise“ (2010) und „Unter dem Teppich“ (2011), sowie die Programme 2014/15 und 2015/16. Für die Zeitschrift Eltern schreibt er seit 2013 die Kolumne One and a half women, 2016 veröffentlichte er diese in Buchform.
Ab dem 19. September 2017 präsentierte er im ORF die Satire-Sendung Tagespresse aktuell in der Rolle des Anchorman Joachim Fuchs. Im Jänner 2023 war er erstmals im Rateteam der ORF-Sendung Was gibt es Neues?.

## Programme
- 2004: Buchgraber & Brandl: Denk nicht an Morgen!
- 2007: Buchgraber & Brandl: Schuss Damit! (Regie: Bernhard Murg)
- 2009: Buchgraber & Brandl: Alles und das sofort! (Regie: Bernhard Murg)
- 2011: Buchgraber & Brandl: Denken verboten (Regie: Gerold Rudle)[8][9]

## Auszeichnungen
- 2008: Goldener Kleinkunstnagel gemeinsam mit Martin Buchgraber
- 2009: Österreichischer Kabarettpreis – Programmpreis gemeinsam mit Martin Buchgraber
- 2012: Romyverleihung 2012 – Nominierung gemeinsam mit Tom Walek in der Kategorie Beliebtester Comedian/Kabarettist

## Publikationen
- 2011: Wien: im Beisl Ihrer Majestät, gemeinsam mit Martin Buchgraber, Conbook Medien, Meerbusch 2011, ISBN 978-3-934918-88-7
- 2016: Das wahrscheinlich schönste Kind der Welt: aus meinem Leben als Vater, mit Illustrationen von Astrid Henn, Kösel-Verlag, München 2016, ISBN 978-3-466-31072-2

## Filmografie (Auswahl)
- 2017: Tagespresse aktuell
- 2024: What a Feeling